# FRET

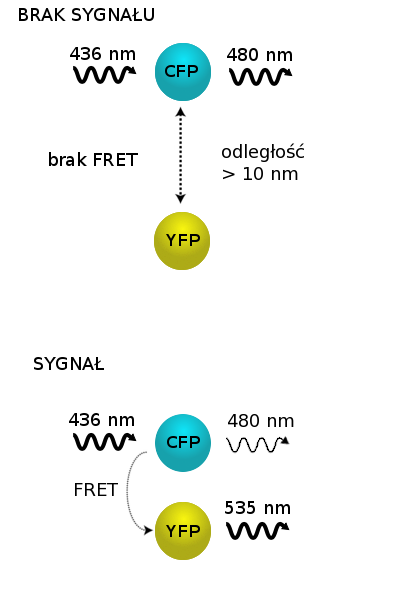
Przykład FRET pomiędzy CFP i YGP. Dla CFP maksimum absorpcji przy 436 nm, emisji przy 480 nm, natomiast dla YFP maksimum absorpcji przy 480 nm, emisji przy 535 nm. Gdy YGP znajduje się w odległości nie większej niż 10 nm (standardowo 10–100 Å) od CFP zachodzi FRET: pojawia się silny pik przy 535 nm (maksimum emisji dla YFP) czemu towarzyszy osłabienie piku przy 480 nm (maksimum emisji dla CFP).

FRET (ang.: Förster Resonance Energy Transfer - od nazwiska niemieckiego naukowca Theodora Förstera) - mechanizm przenoszenia energii między dwoma chromoforami na drodze innej niż promieniowanie.
Chromofor-donor, będąc w stanie wzbudzonym, może przekazywać energię wzbudzenia chromoforowi-akceptorowi znajdującemu się w odległości nie większej niż ok. 10 nm. Jeśli donor i akceptor różnią się widmami absorpcji i emisji promieniowania, a znajdują się w odległości mniejszej niż 10 nm, to wzbudzając donor wiązką o długości fali odpowiadającej maksimum jego absorpcji, obserwuje się emisję fali o długości odpowiadającej maksimum emisji akceptora. Jeśli odległość między donorem a akceptorem jest większa, przekazanie energii nie zachodzi i obserwuje się jedynie emisję fali przez donor z charakterystycznym dla niego maksimum emisji.
Zjawisko to znajduje zastosowanie m.in. jako metoda badania interakcji między białkami. Eksperyment polega na wyznakowaniu dwóch różnych białek dwoma różnymi markerami fluorescencyjnymi - jeden z nich pełni rolę donora, drugi akceptora - każdy o innym widmie emisji i absorpcji (np. GFP - Green Fluorescent Protein i jego modyfikacja - BFP - Blue Fluorescent Protein), a następnie działaniu na mieszaninę białek światłem o długości fali odpowiadającej maksimum absorpcji donora i rejestrowaniu widma emisyjnego. Jeśli nastąpił wzrost intensywności emisji fali o długości odpowiadającej maksimum emisji akceptora, to oznacza, że odległość między wyznakowanymi białkami nie przekracza 10 nm, co wskazuje na zachodzenie między nimi interakcji. Podczas gdy znakowanie białek za pomocą organicznych barwników fluorescencyjnych wymaga kłopotliwych procesów oczyszczania, chemicznej modyfikacji i wewnątrzkomórkowej iniekcji białka, warianty GFP można łatwo przyłączyć do białka gospodarza poprzez inżynierię genetyczną.  Mnogość wariantów GFP sprawia, że korzystanie z techniki FRET do badań biologicznych staje się coraz bardziej popularne.

## BRET
Ograniczeniem FRET jest konieczność zastosowania zewnętrznego źródła promieniowania do zainicjowania rezonansowego transferu energii, co może prowadzić do szumu tła wynikającego z bezpośredniego wzbudzenia akceptora lub fotowybielania. Aby uniknąć tej niedogodności, został opracowany BRET (Bioluminescence Resonance Energy Transfer). Technika ta wykorzystuje bioluminescencję lucyferazy (zwykle lucyferazy z Renilla reniformis), zamiast CFP (cyan fluorescent protein) jako chromofora-donora.